# Ronnie Van Zant
Ronald Wayne "Ronnie" Van Zant (15. januar 1948 – 20. oktober 1977) var forsanger og primære sangskriver i rockbandet Lynyrd Skynyrd og har skrevet hits som "Sweet Home Alabama" og "Free Bird". Han var blandt de medlemmer af bandet, som omkom ved et flystyrt i 1977.
Hans bror, Johnny Van Zant, har overtaget rollen som forsanger i bandet, som stadig er aktivt.